# Attiliosa philippiana
Attiliosa philippiana är en snäckart som först beskrevs av Dall 1889.  Attiliosa philippiana ingår i släktet Attiliosa och familjen purpursnäckor. Inga underarter finns listade i Catalogue of Life.